# 二七式擲彈筒

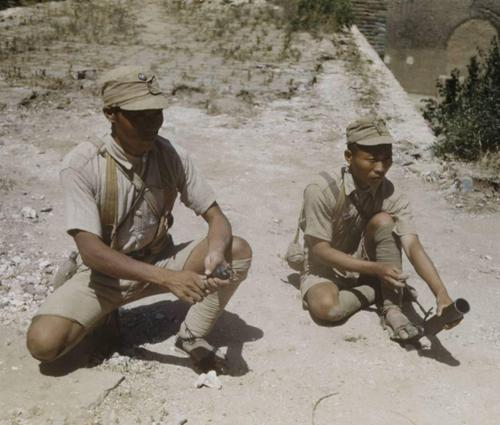
兩名正在操作二七式擲彈筒的中國士兵，他們一名負責操作射擊而另一名負責上彈

二七式擲彈筒是第二次中日戰爭期間由中國國民政府的30兵工廠於1938年（民國27年）仿製的擲彈筒，設計者是該廠的廠長江元方，所謂「擲彈筒」即是輕型迫擊砲，它主要以日軍十年式擲彈筒為參考對象，而早在1934年已試過仿製，然而成品品質不佳，並未大量生產，但培育了相關的科技人員，當抗日戰爭開打後，國軍發現日軍八九式擲彈筒的曲射火力專打國軍重機槍而令國軍吃虧，為了要「以其絕技還施彼身」故重新開始仿製，成為二七式擲彈筒。

## 基本資料
- 全長:436毫米
- 全重:2.6公斤
- 口徑:50毫米
- 最遠射程:220米
- 最近射程:50米
- 砲管:滑膛
- 供彈:手動

## 設計

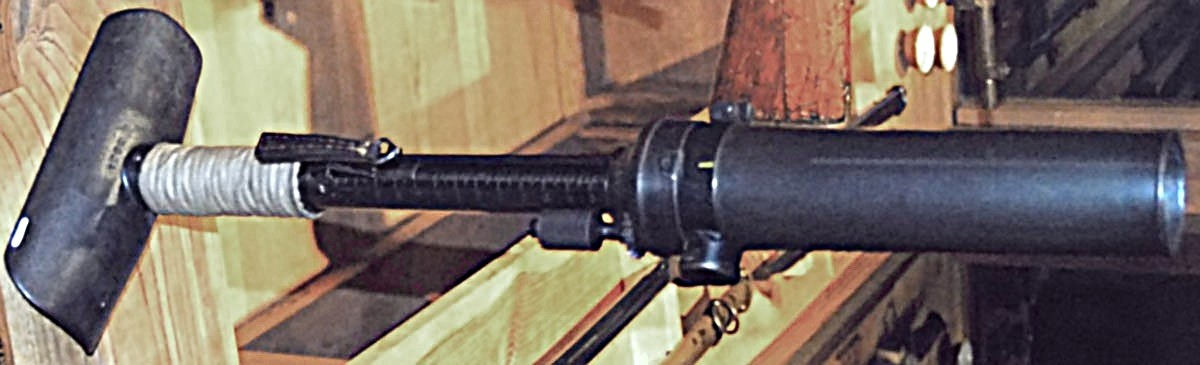
日軍八九式擲彈筒

二七式擲彈筒以日軍十年式擲彈筒為基礎，就連彈藥兩者都可以通用，但其構造比日本人的簡單，就連其砲管也沒有膛線也就是其發射的砲彈（名為「二七式擲榴彈」）因此不會自旋而要用尾翼去穩定彈道也就是類似迫擊砲砲彈，但其精確度仍比日式擲彈筒差，工時祇是日式擲彈筒的1/3，其底座是和日式擲彈筒在外觀上最大的分別是倒L形，當把它放在地面上會被自動定在45度角，不同於日式擲彈筒是以調校撞針位置也就是砲管長度，二七式擲彈筒以撥動一個轉盤完成也就是調校擊發的氣體量，總共有8個位置，由全開至全關而令其射程由最短50米至最遠220米，之間有75米、100米、125米、150米、175米和200米，當要發射時就撥動一條長摃桿，其操作也比日式擲彈筒簡單。

## 實戰效果
雖然二七式擲彈筒的精確度較差，但因為操作簡便而能夠填補手榴彈和迫擊砲之間的火力空白，受到士兵愛用，在整個抗戰期間總共生產了大約4萬多個二七式擲彈筒和150萬發砲彈，在國共內戰期間也有大約2萬個二七式擲彈筒被解放軍繳獲，韓戰時入朝參戰的中國志願軍也有使用這些繳獲的二七式擲彈筒。
由於二七式擲彈筒也可以發射日式砲彈，故也有一部份被日軍繳獲的二七式擲彈筒繼續為日軍所用，在太平洋戰區的美軍也有從日軍手上繳獲二七式擲彈筒，他們還以為是日本人研發出來的新武器。

## 使用國家
- 中華民國
- 中华人民共和国
- 日本

## 外部連結
- 火器堂:二七式擲彈筒（页面存档备份，存于）
- 掷弹筒在中国（页面存档备份，存于）
- 27式擲彈筒